# Guarddog
Guarddog est une interface graphique (GUI) permettant de configurer le pare-feu Netfilter (iptables) dans l'environnement de bureau KDE.